# Кучукенер (Сернурский район)
Кучукенер (мар. Кӱчыкэҥер) — деревня в Сернурском районе Республики Марий Эл. Входит в состав Верхнекугенерского сельского поселения.

## География
Находится в северо-восточной части республики Марий Эл на расстоянии приблизительно 2 км на юг от районного центра посёлка Сернур.

## История
Известна с 1802 года, когда здесь проживали 18 ревизских душ, в 1858 году — 116 человек. В 1883 году насчитывалось 27 дворов. В 1925 году в 32 дворах проживали 183 жителя. В 1975 году здесь в 32 хозяйствах проживал 31 человек. В 2005 году числилось 20 дворов. В советское время работали колхозы «У шурно», «Чевер ужара» и «Страда».

## Население
Население составляло 63 человека (мари 98 %) в 2002 году, 70 в 2010.